# Espaço epidural
O espaço epidural é o espaço entre a dura-máter e as paredes do canal vertebral, sendo ocupado por tecido conjuntivo frouxo, gordura epidural e plexo venoso vertebral interno. Existe apenas no canal vertebral, mas não no crânio. Ela cumpre a função de proteger a medula dos possíveis danos causados pelos movimentos da coluna.
Este plexo tem comunicação direta com os seios durais do crânio, portanto, pode ser uma rota de disseminação de infecções, embolia ou câncer de [pélvis] para cérebro.